# Thomas Nast

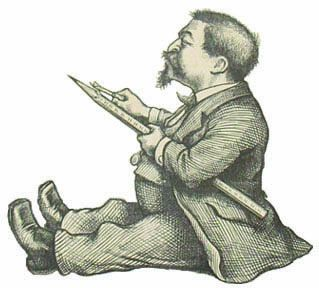
Autoritratto di Thomas Nast

Thomas Nast (Landau in der Pfalz, 27 settembre 1840 – Guayaquil, 7 dicembre 1902) è stato un illustratore statunitense, di origine tedesca, è considerato il "Padre del Fumetto Americano".

## Giovinezza ed istruzione

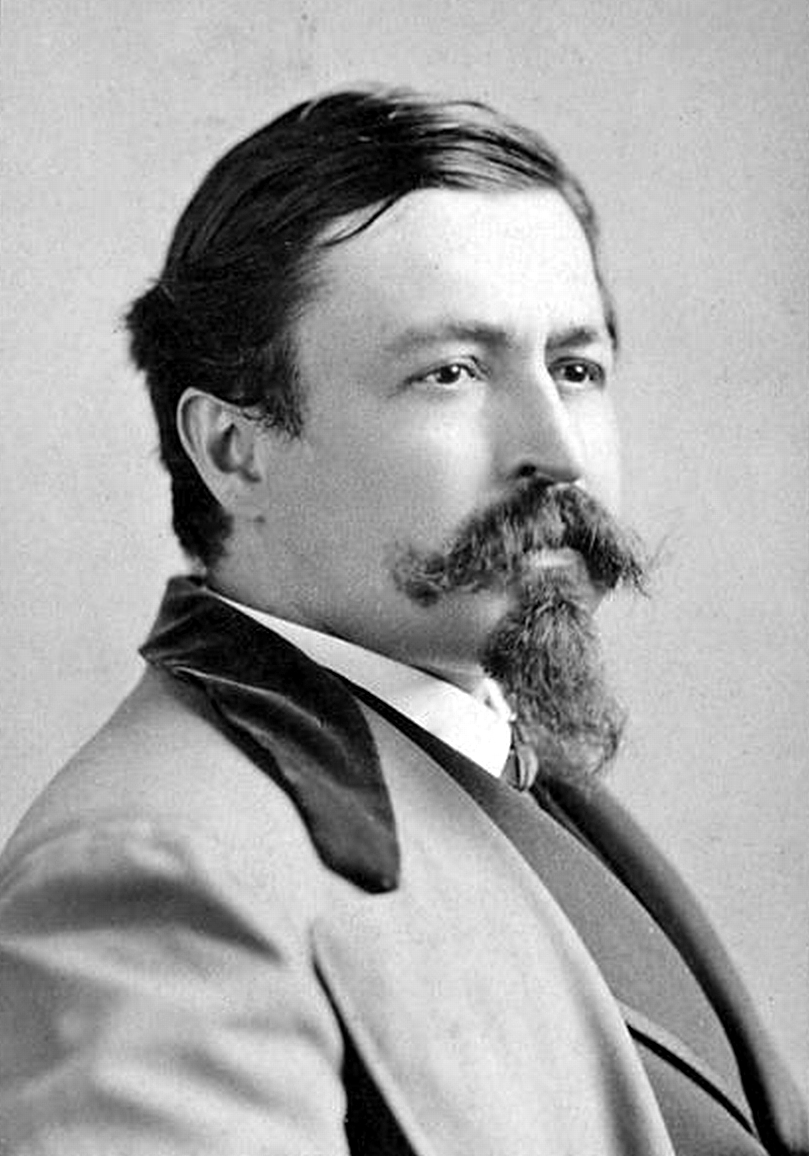
Thomas Nast fotografato da Napoleon Sarony

Thomas Nast nacque a Landau, in Germania, figlio di un suonatore di trombone della banda del 9º reggimento di Baviera. Le convinzioni politiche socialiste del padre di Nast lo posero in contrasto col governo tedesco e per questo egli lasciò Landau, arruolandosi prima su di una nave francese e successivamente su di una nave statunitense. Egli fece andare sua moglie e i suoi figli a New York e alla fine dell'ingaggio in mare, nel 1849, li raggiunse. 
La passione di Thomas Nast per il disegno si evidenziò sin dai primi anni e perciò venne iscritto per un anno di studio con Alfred Fredericks e Theodore Kaufmann e poi fu inviato alla National Academy of Design. All'età di 15 anni cominciò a lavorare come disegnatore per il Frank Leslie's Weekly; tre anni dopo passò al Harper's Weekly.

## Carriera

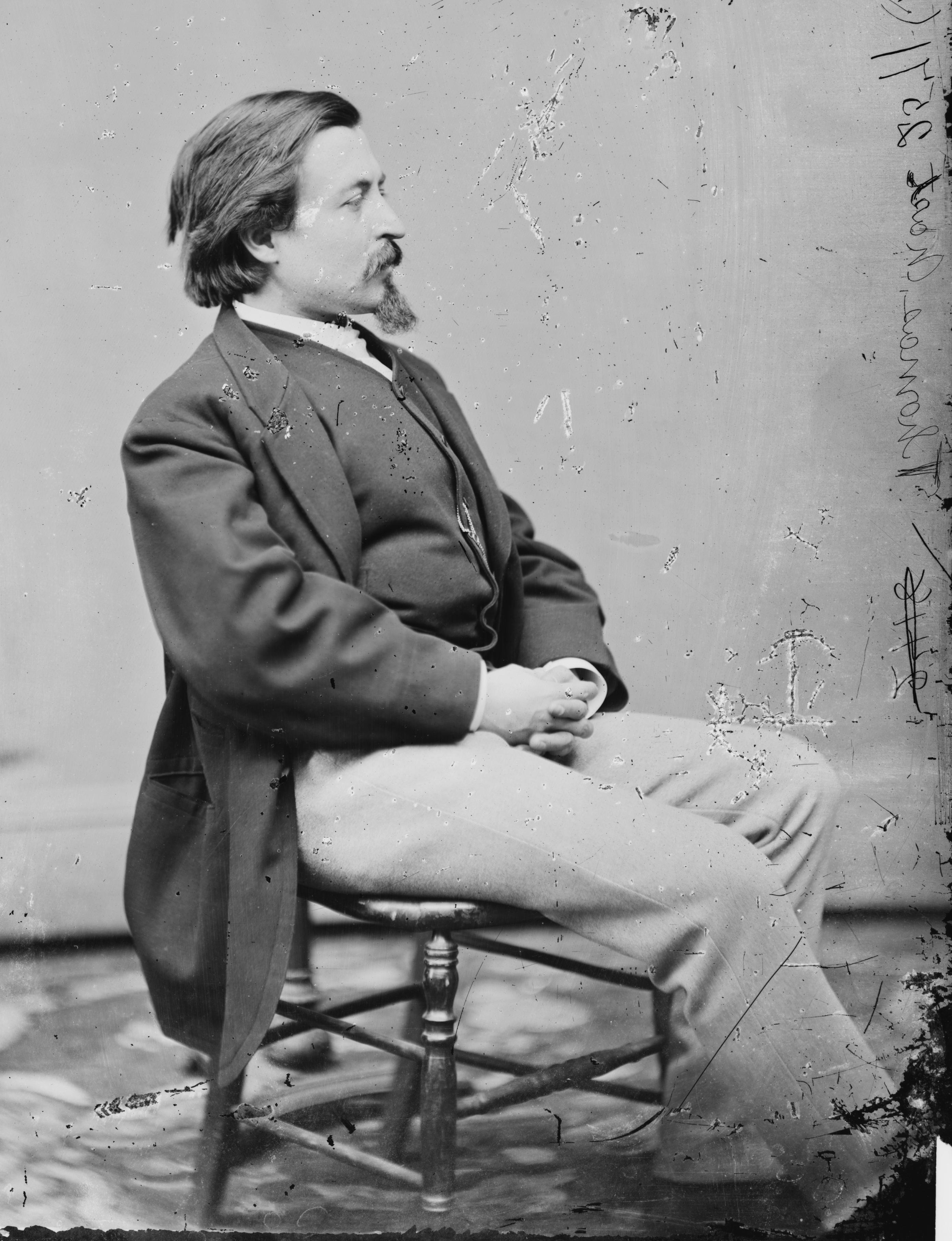
Foto di Nast scattata fra il 1860 e 1875 da Mathew Brady o Levin Handy

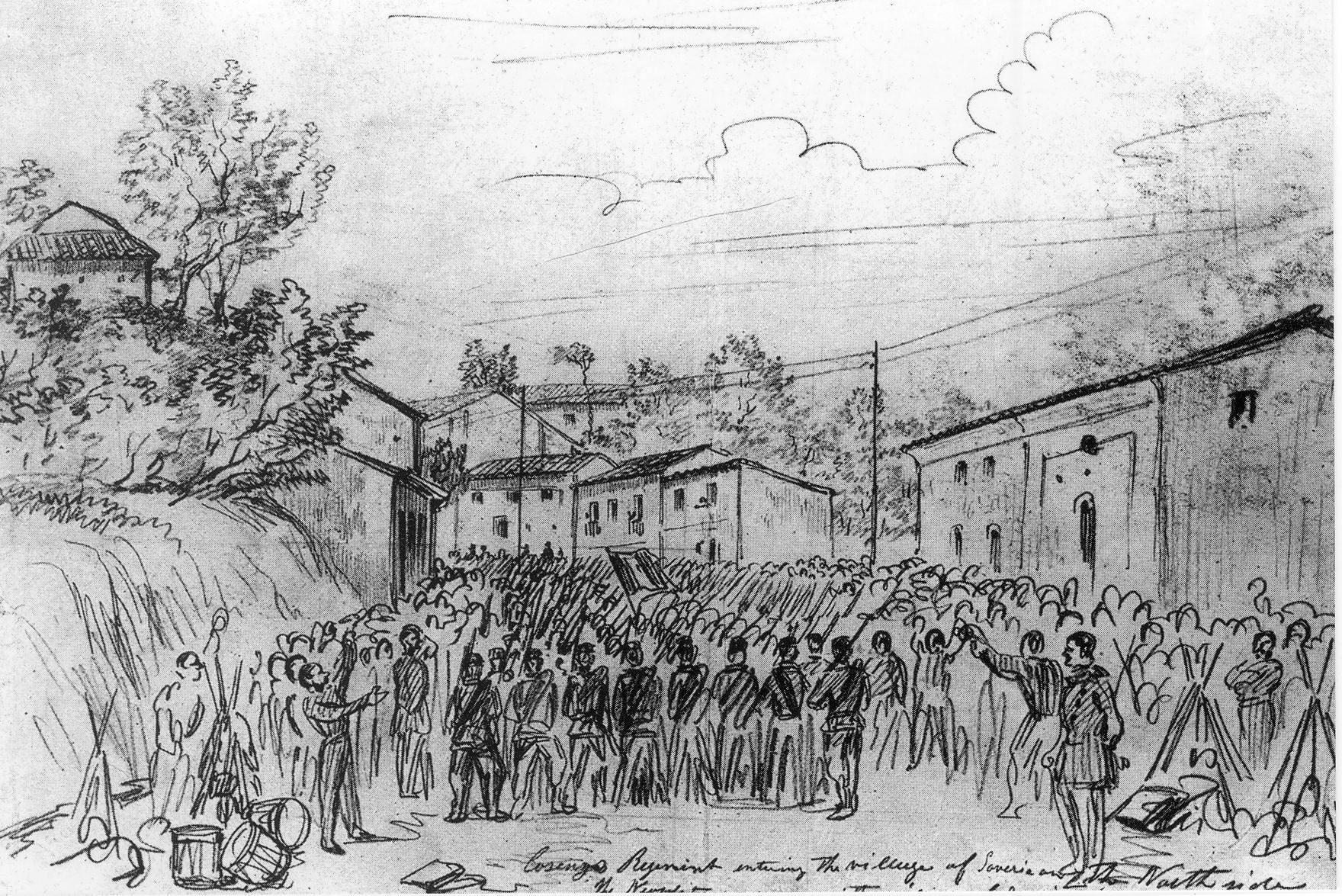
Disarmo delle truppe borboniche a Soveria Mannelli il 30 agosto 1860

Nast produsse disegni per Harper's Weekly dal 1859 al 1860 e dal 1862 fino al 1886. Nel febbraio del 1860 si recò in Inghilterra per conto del New York Illustrated News per disegnare uno dei maggiori eventi sportivi dell'epoca, l'incontro di pugilato fra lo statunitense John C. Heenan e l'inglese Thomas Sayers. Alcuni mesi dopo, come disegnatore di The Illustrated London News, seguì Garibaldi in Italia. I disegni e gli articoli sulle imprese di Garibaldi durante la campagna militare per l'unificazione dell'Italia suscitarono una grande emozione popolare negli Stati Uniti. Nel 1861 Thomas Nast sposò Sarah Edwards, che aveva conosciuto due anni prima.
Fra i suoi primi disegni impegnati è da ricordare Compromise with the South (del 1864), che aveva come bersaglio quelli del Nord che si opponevano alla prosecuzione della guerra di secessione. Queste ed altre vignette sulla guerra civile e sul periodo della Ricostruzione vennero pubblicati su Harper's Weekly. Nast era conosciuto per i suoi disegni dei campi di battaglia eseguiti negli Stati di frontiera e in quelli sudisti. Queste opere suscitarono l'attenzione e Nast venne definito dal presidente Abraham Lincoln "il nostro migliore sergente reclutatore". Negli anni successivi alla guerra, Nast fu un fiero oppositore del presidente Andrew Johnson e della sua politica della Ricostruzione.

## Campagna di stampa contro lacriccadi Tweed

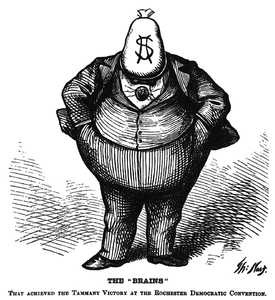
La "Mente"
Il Boss Tweed in una xilografia di Thomas Nast pubblicata su Harper's Weekly, del 21 ottobre 1871

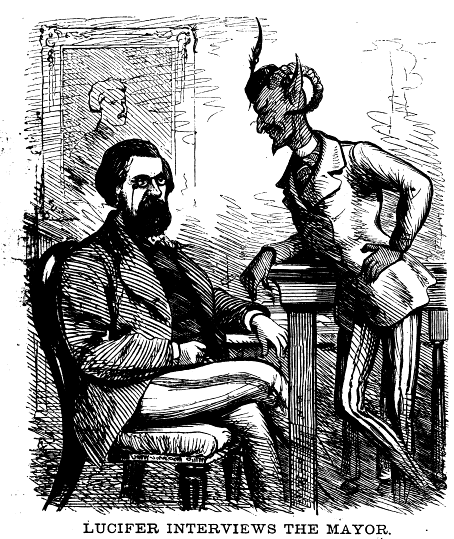
Lucifero intervista il Sindaco Hall. Volete lastricare le vostre strade, vero? Siamo a disposizione, Signore; che tipo di pavimentazione preferite, quella con le buone intenzioni o quella con le promesse non mantenute? Noi ve le forniremo entrambi presso il Municipio. (Punchinello, April 1870.)

Le vignette di Nast contribuirono non poco alla caduta di Boss Tweed, il capo incontrastato dell'organizzazione politica Tammany Hall. In qualità di commissario ai lavori pubblici di New York, Tweed gestì un giro di malaffare e acquisì il controllo del governo della città e poteva contare su "una maggioranza operativa nel parlamento dello Stato". Tweed e i suoi soci Peter Barr Sweeney (commissario ai parchi pubblici), Richard B. Connolly (controllore della spesa pubblica) e il sindaco A. Oakey Hall defraudarono la città di milioni di dollari gonfiando grandemente i pagamenti dei fornitori collusi. Nast, le cui vignette contro la corruzione della Tammany Hall erano apparse saltuariamente a partire dal 1867, intensificò il tiro sui quattro protagonisti nel 1870 e soprattutto nel 1871.
Tweed temette così tanto la satira di Nast che gli mandò un emissario per corromperlo con un'ingente somma, giustificata come una donazione di un gruppo di ricchi benefattori per consentire a Nast di andare a studiare arte in Europa. Fingendo interesse per l'offerta, Nast accettò l'iniziale offerta di cento mila dollari fino ad arrivare alla somma di 500.000 per poi dichiarare: "Non credo proprio che lo farò". Nast, naturalmente, descrisse tutto sulla stampa sollevando una viva indignazione nella pubblica opinione e le elezioni del 7 novembre 1871 segnarono la sconfitta di Tammany Hall. Tweed venne arrestato nel 1873 e condannato per falso. Quando cercò di sfuggire alla giustizia scappando a Cuba nel 1875 e da lì verso la Spagna, Tweed venne riconosciuto dagli agenti a Vigo in Spagna che riuscirono a identificarlo grazie alle vignette di Nast.
Nast riteneva che la ben organizzata comunità di immigranti irlandesi di New York avesse fornito la base del sostegno popolare di cui godeva Tweed. A causa di ciò— e unitamente alle sue credenze anti-cattoliche e nativiste —Nast spesso ritrasse con estremo pregiudizio la comunità di immigranti irlandesi e il clero cattolico. Nel 1871 una delle sue vignette, intitolata Il fiume Gange americano, ritraeva in modo crudo un vescovo cattolico come un coccodrillo sulla riva pronto ad attaccare una scolaresca americana. Il sentimento anti-irlandese di Nast è lampante nella sua rappresentazione tipica degli irlandesi come ubriaconi violenti, spesso con tratti scimmieschi. In genere, le sue vignette di satira erano a sostegno degli Indiani d'America, dei Cinesi d'America ed erano a favore dell'abolizione della schiavitù.
Nast trattò anche il tema della segregazione e della violenza praticata dal Ku Klux Klan, oggetto di una delle sue più famose vignette intitolata Peggio della schiavitù, in cui si vede una famiglia nera disperata per la loro casa distrutta da un incendio e due membri del Ku Klux Klan e della White League che si stringono le mani complimentandosi per la loro azione contro i neri americani. Spesso le vignette di Nast presentavano numerosi pannelli laterali con intricati richiami alla vignetta principale. Un'edizione domenicale poteva fornire al lettore ore di divertimento e di approfondimento di problematiche sociali. La sua firma "Tammany Tiger" venne emulata nel corso degli anni da molti vignettisti e si deve a Nast l'introduzione nelle vignette americane di scene tratte da Shakespeare e modernizzate per la satira politica.

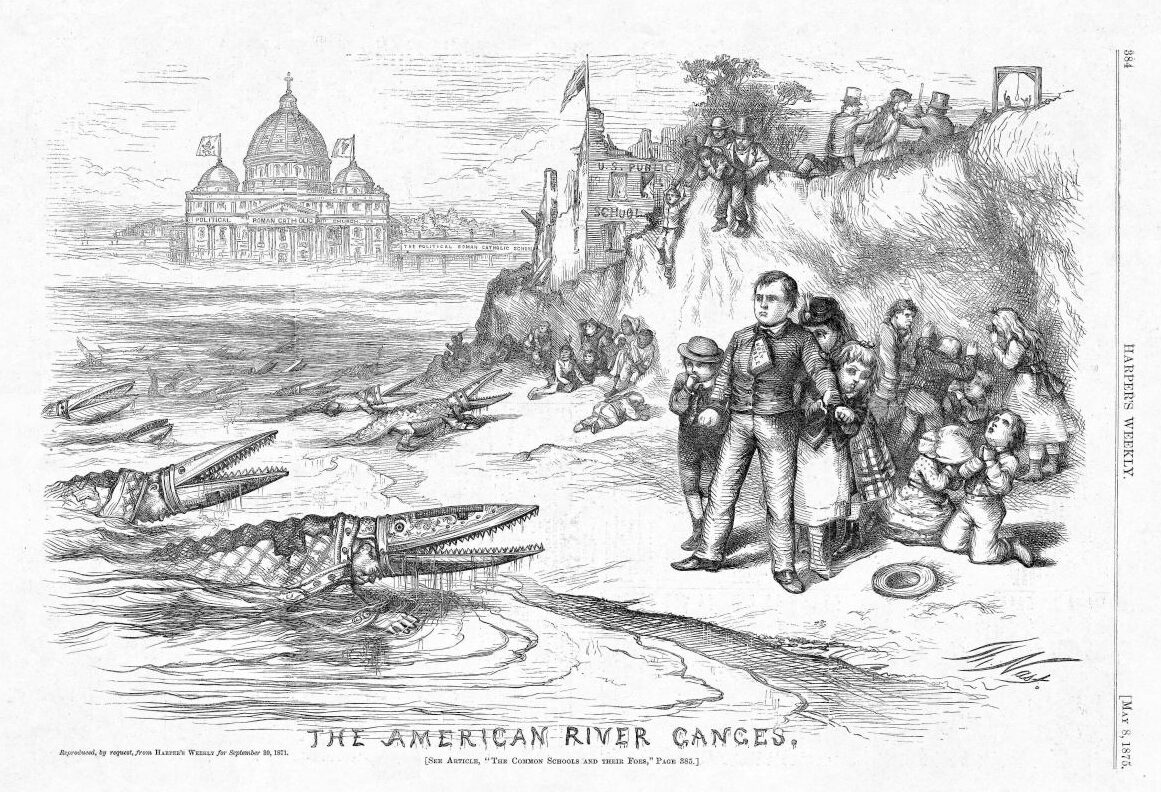
Il fiume Gange americano, vignetta di Thomas Nast raffigurante i vescovi che attaccano le scuole pubbliche con la connivenza di Boss Tweed e dei suoi soci. Harper's Weekly, 30 settembre 1871.

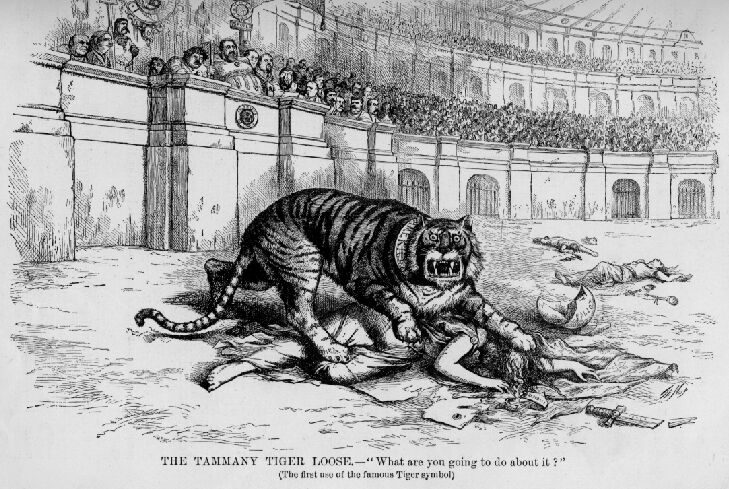
La Tammany Tiger Libera—"Che cosa avete intenzione di fare?", pubblicata in Harper's Weekly del Novembre 1871, poco prima delle elezioni

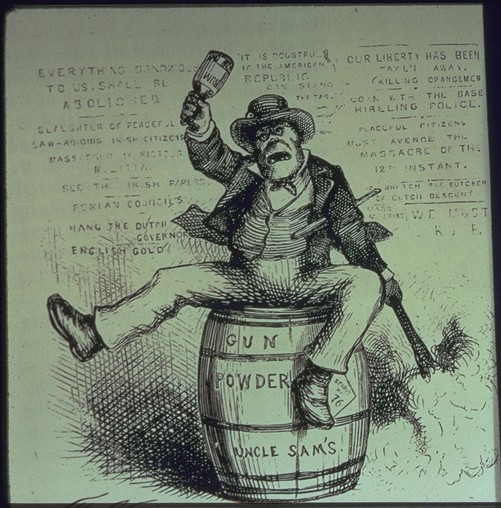
Il modo tipico irlandese di comportarsi, una vignetta di Thomas Nast raffigurante un irlandese ubriaco che dà fuoco ad un barile di polvere. Pubblicato in Harper's Weekly, 2 settembre 1871.

## Impegno politico
La rivista Harper's Weekly e Thomas Nast, svolsero un ruolo importante nelle elezioni a presidente di Ulysses Grant nel 1868 e nel 1872; nell'ultima campagna elettorale, Nast ridicolizzò in modo particolarmente impietoso la candidatura di Horace Greeley. Nast divenne un amico intimo del presidente Grant e le loro due famiglie si scambiarono regolarmente inviti fino alla morte di Grant. Nast incoraggiò l'ex presidente a scrivere la sua autobiografia mentre lottava contro il cancro. 
Nel 1872 Nast si trasferì a Morristown (New Jersey) dove visse per molti anni. Nel 1873 fece un giro di conferenze per gli Stati Uniti, come avrebbe fatto di nuovo nel 1885 e 1887. Nast condivise le idee politiche con il suo amico Mark Twain e per molti anni fu un fervente repubblicano.
Nast criticò l'inflazione monetaria, in particolare pubblicò vignette con la sua famosa bambola di pezza (rag-baby) e sostenne apertamente nel 1876 l'elezione a presidente di Rutherford B. Hayes. In seguito Hayes osservò che Nast "era stato il più potente aiuto datogli da una singola persona"; tuttavia Nast restò profondamente deluso dalla politica del presidente Hayes e si oppose al suo programma di pacificazione del Sud. Nast non ebbe possibilità di dare libero sfogo alla sua critica di Hayes su Harper's Weekly: Fletcher Harper, editore della rivista, morì nel 1877, e con lui Nast perse un'importante sostegno nel giornale; le sue vignette iniziarono ad apparire sempre meno.

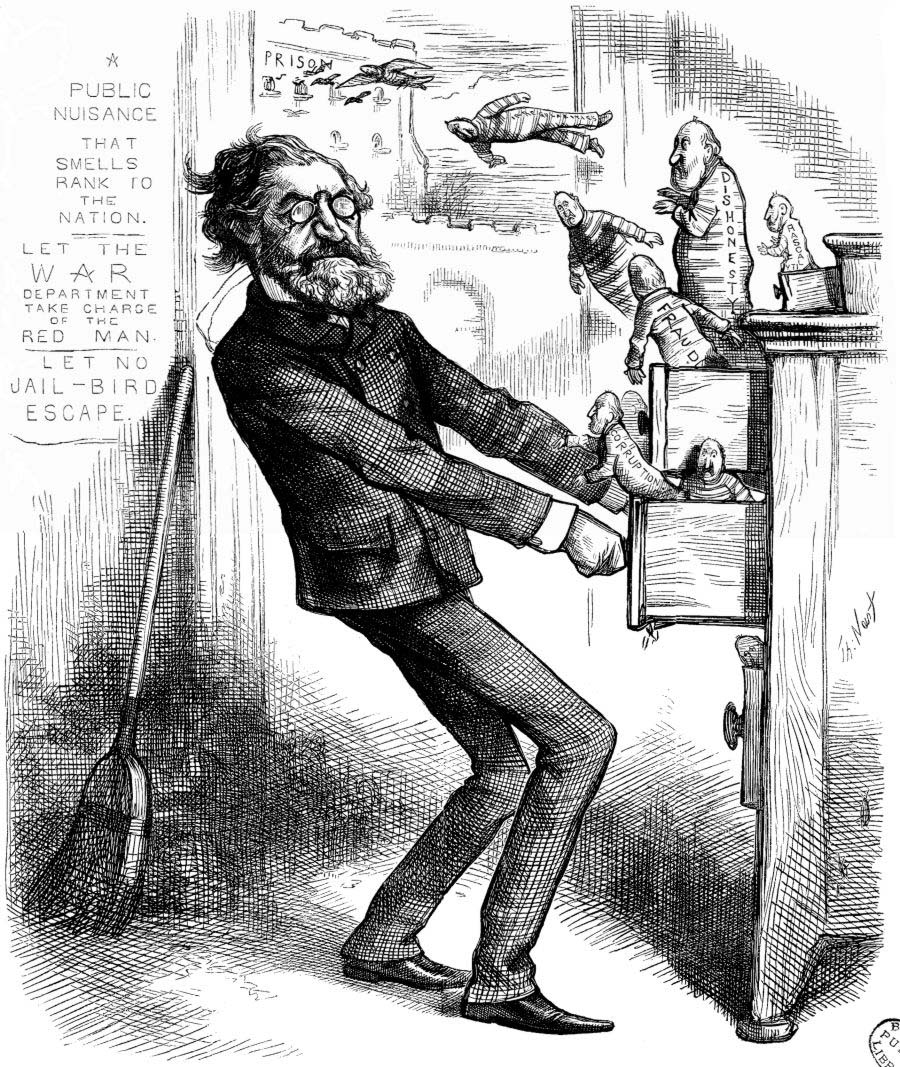
Carl Schurz fa le pulizie di casa, Harper's Weekly, 26 gennaio 1878

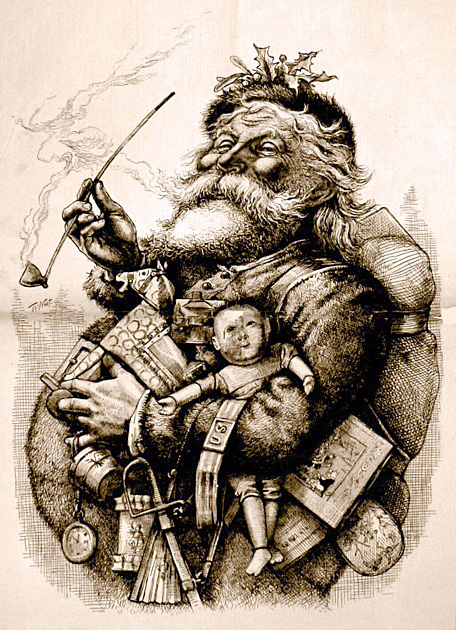
Illustrazione che ha contribuito a creare la moderna immagine di Babbo Natale.

Nel 1884, essendo a favore della riforma della pubblica amministrazione e non fidandosi del candidato repubblicano James Blaine, Nast si vide costretto a passare con la corrente dissidente repubblicana detta dei Mugwump che sostenne il candidato democratico Grover Cleveland; questi fu eletto, primo presidente democratico dopo il 1856. Secondo il nipote dell'artista, Thomas Nast St Hill, "in genere si riconosce che il sostegno da parte di Nast diede a Cleveland quel piccolo margine che gli mancava per essere eletto. Con questa sua ultima campagna di stampa a livello nazionale, si può dire che Nast 'fece un presidente'". Tuttavia la collaborazione di Nast con Harper's Weekly terminò con le sue illustrazioni per il numero di Natale del 1866.

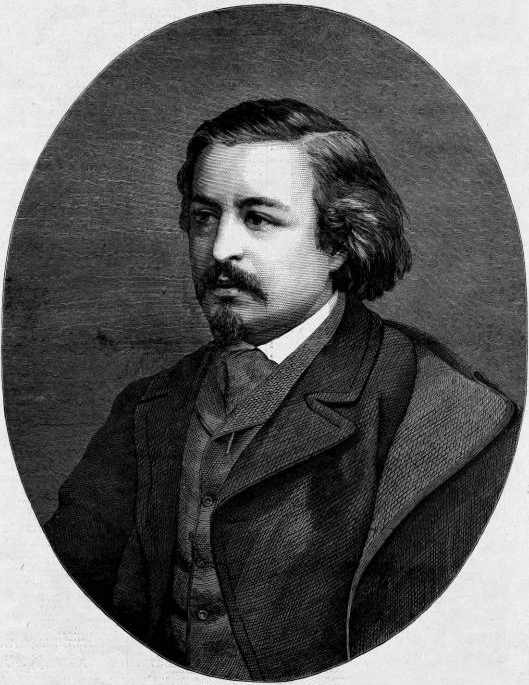
Ritratto di Thomas Nast in Harpers Weekly, 1867

Secondo il giornalista Henry Watterson: "Lasciando Harper's Weekly, Nast ha perso il suo pubblico; perdendo Nast, Harper's Weekly ha perso il suo peso politico". Nel 1890 pubblicò Thomas Nast's Christmas Drawings for the Human Race. Nast continuò a pubblicare i suoi disegni in varie riviste, in particolare in Illustrated American, tuttavia con l'avvento di nuovi stili  e di giovani disegnatori il suo modo di disegnare fu visto come antiquato. 
Nel 1892 rilevò il controllo di una rivista in via di fallimento, la New York Gazette, e la ribattezzò Nast's Weekly. Rientrato nel Partito Repubblicano, Nast usò il suo giornale come mezzo per pubblicare le sue vignette in favore della candidatura di Benjamin Harrison alla presidenza, tuttavia la rivista non esercitò un grande impatto sull'opinione pubblica e cessò la pubblicazione subito dopo la sconfitta di Harrison.
Nel 1902 Theodore Roosevelt nominò Thomas Nast console generale degli Stati Uniti a Guayaquil, in Ecuador. Durante un'epidemia mortale di febbre gialla, Nast rimase fino alla fine per aiutare numerosi funzionari di missioni diplomatiche e uomini d'affari a sfuggire al contagio; contrasse egli stesso la febbre e ne morì, all'età di 62 anni, nel 1902. La salma venne riportata negli Stati Uniti dove venne sepolta nel Woodlawn Cemetery nel quartiere del Bronx, a New York.

## Opere notevoli

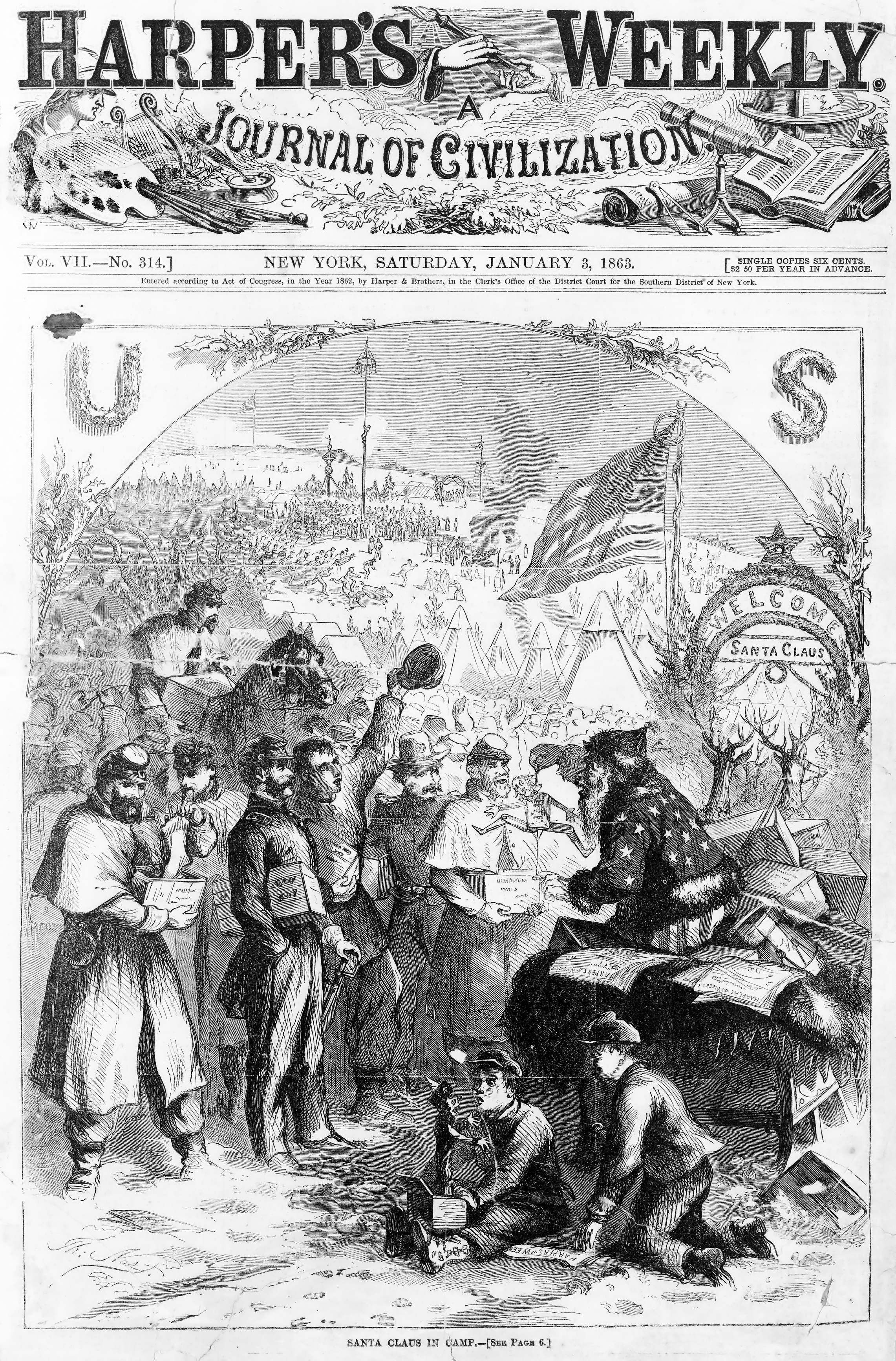
Il Babbo Natale di Nast sulla copertina di Harper's Weekly del 3 gennaio 1863.

La rappresentazione fatta da Nast di personaggi come Babbo Natale e Zio Sam, è riconosciuta come origine della forma in cui si vedono oggi.
- Una classica versione di Santa Claus, disegnata nel 1863 per Harper's Weekly. Prima di allora, la maggior parte delle rappresentazioni di Babbo Natale mostravano un uomo alto e magro. Nast, invece, disegnò un uomo anziano, paffuto, barbuto, in pelliccia come lo conosciamo ancor oggi.
- L'elefante, simbolo del Partito Repubblicano
- L'asino, simbolo del Partito Democratico
- La tigre Tammany Hall, simbolo di Boss Tweed e del suo meccanismo di corruzione
- Columbia, una graziosa immagine dell'America vista come una donna dall'abito fluente, la corona e una spada per difendere gli oppressi
- Zio Sam, uno spilungone che rappresenta gli Stati Uniti (disegnato per la prima volta nel 1830; Nast e John Tenniel gli aggiunsero il pizzetto).
- John Confucius, una variante di John Chinaman, una tradizionale caricatura dell'immigrato cinese
- The Fight at Dame Europa's School, 1871

## Bibliografia

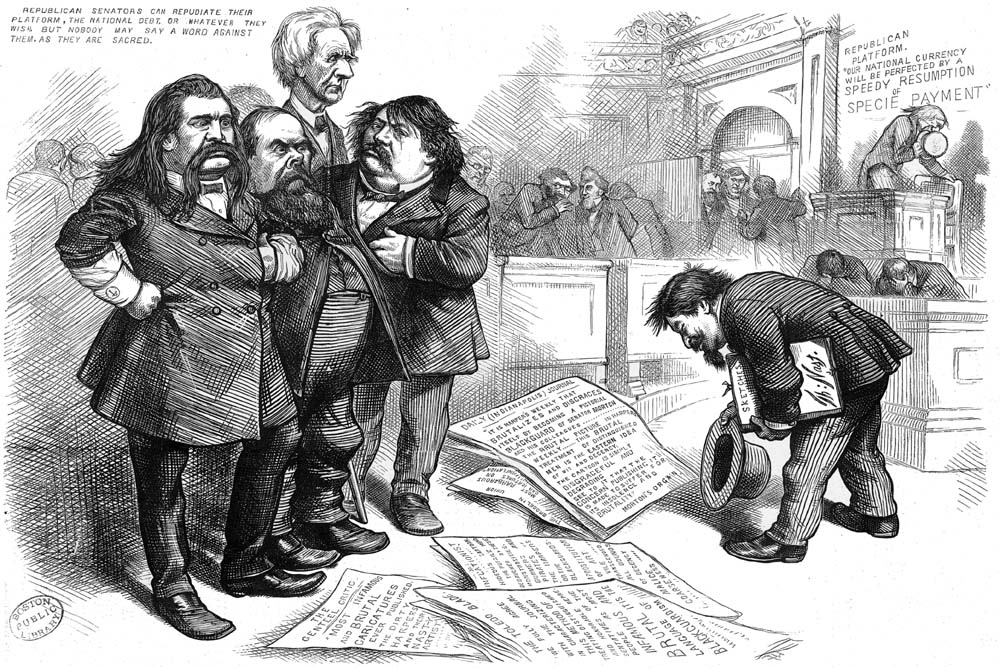
Thomas Nast chiede scusa per le sue vignette.